# Monastère de la Sainte-Croix de Poltava
Le monastère de la Sainte-Croix de Poltava (en ukrainien : Хрестовоздвиженський жіночий монастир (Полтава) et russe : Крестовоздвиженский монастырь (Полтава)), est un groupe de bâtiments religieux situé à Poltava en Ukraine qui est classé.

## Monastère
Il se trouve au 2-а boulevard Sverdlova. Il fut fondé par l'abbé du monastère Lubensky Mgarsky Kalistrat avec l'aide du colonel du régiment de Poltava Martyn Pouchkar. Il fut un monastère lié à l'Hetmanan et en 1709 le monastère était la résidence de Charles XII. Aboli en 1923, il ouvrait de nouveau entre 1942 et 1960 comme couvent de femmes. Il est de nouveau actif depuis 1991.

### Église
L'église de la Trinité construite en 1750 fut détruite lors de la seconde guerre mondiale, elle fut rebâtie en 1999.

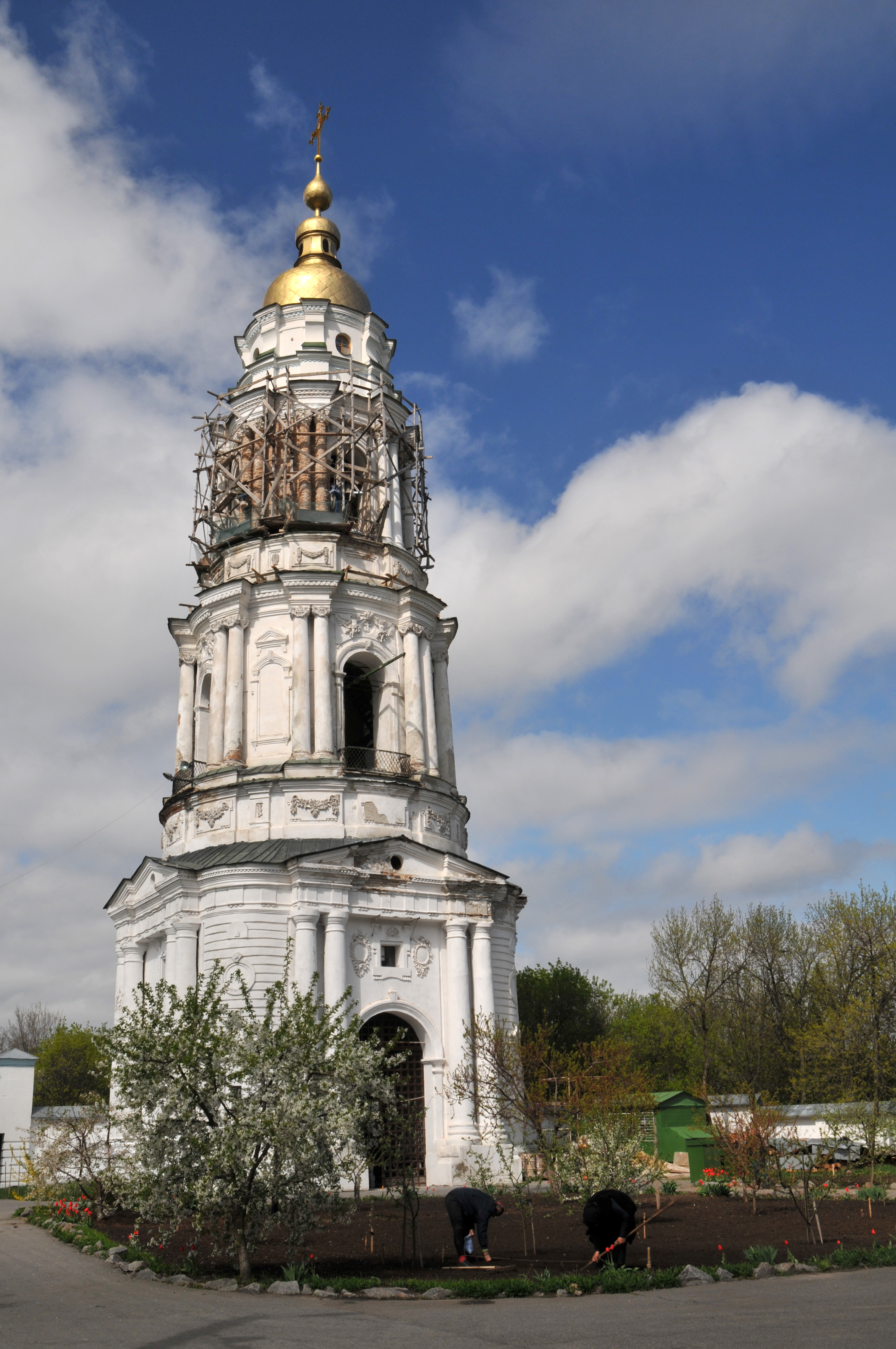
Son clocher.
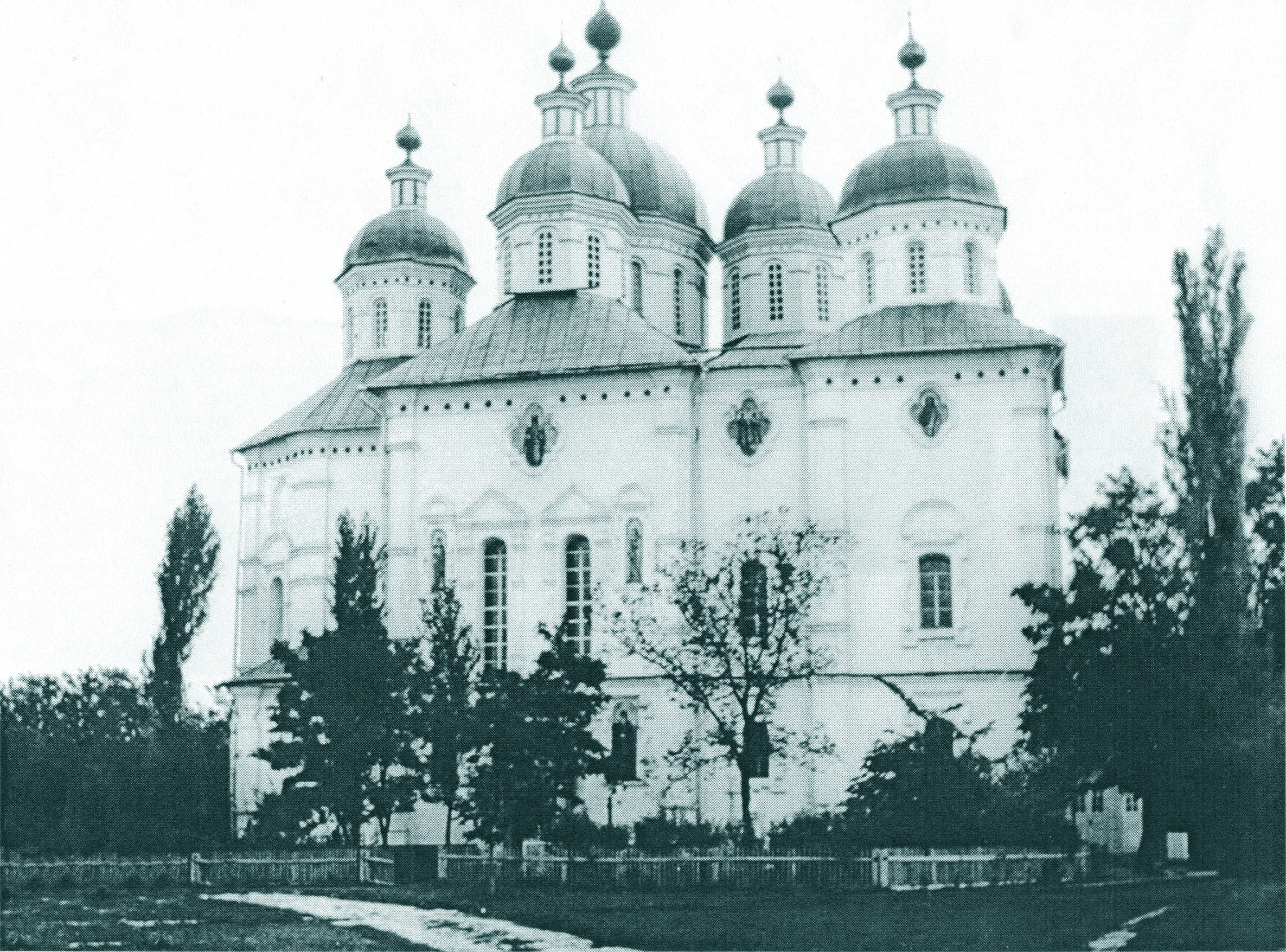
En 1900.
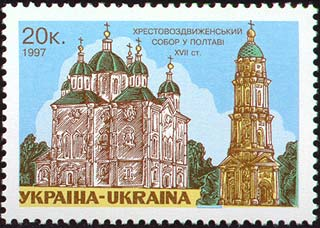
La cathédrale de l'Exaltation,
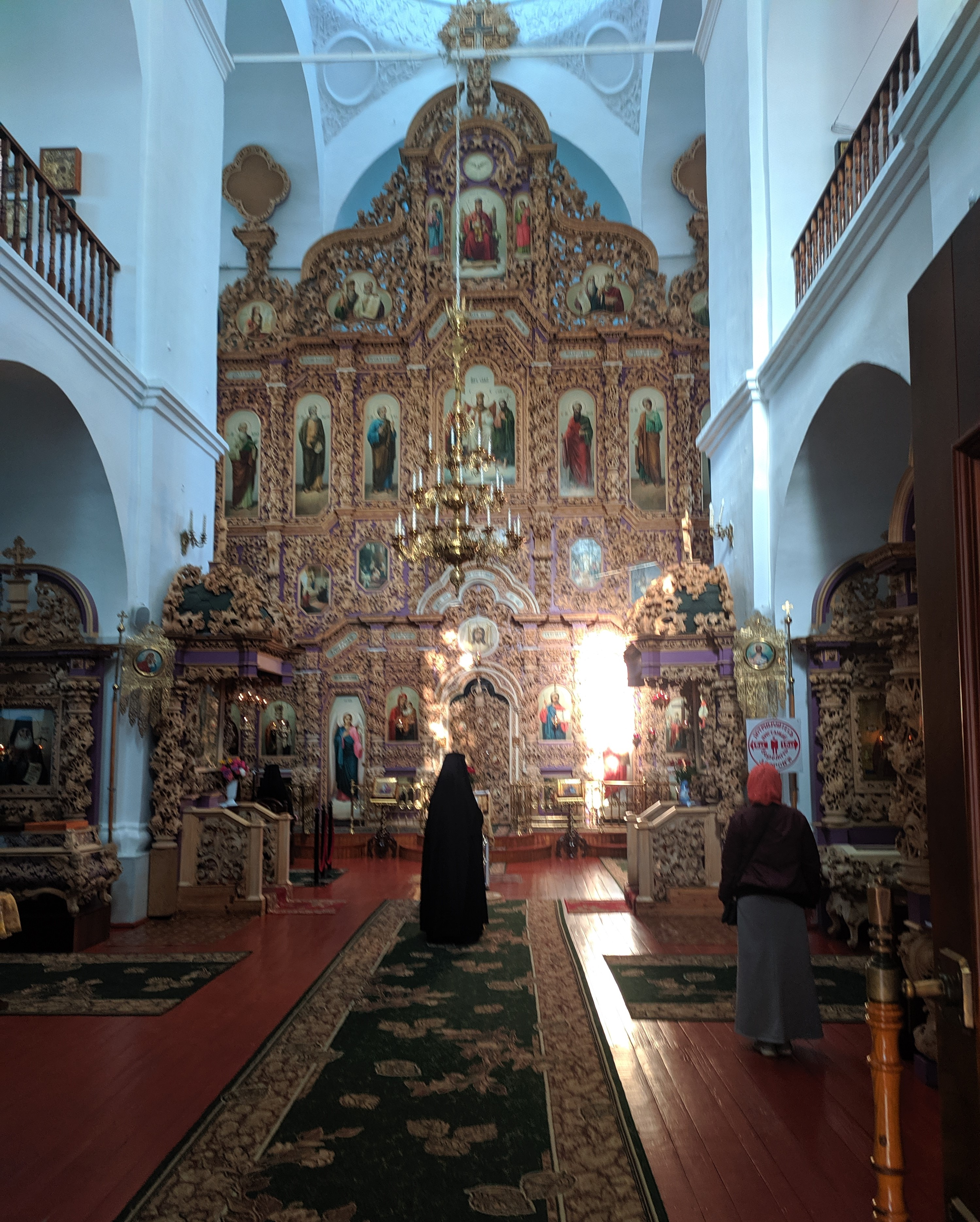
son intérieur et son iconostase.
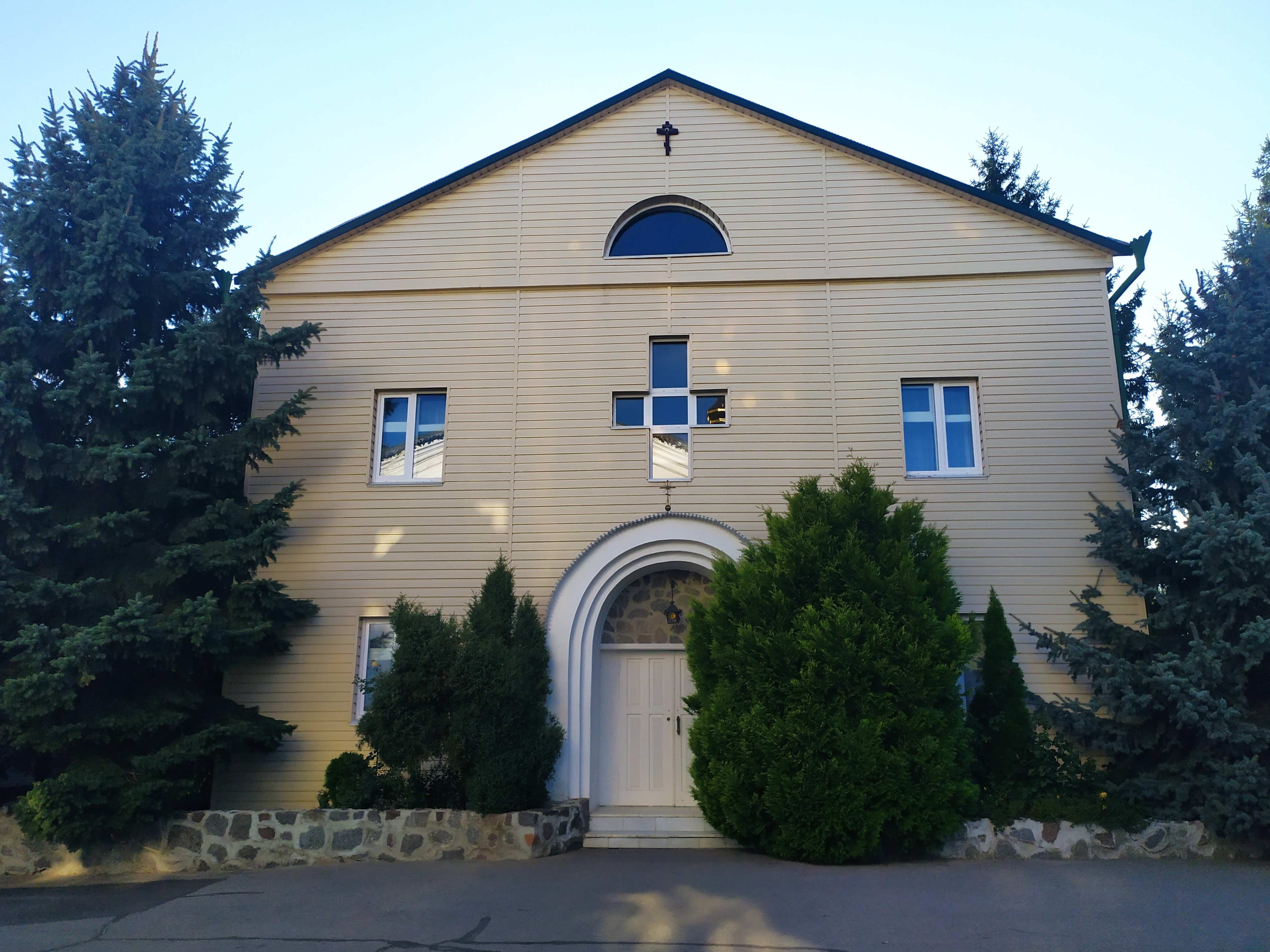
Cellules monacales.
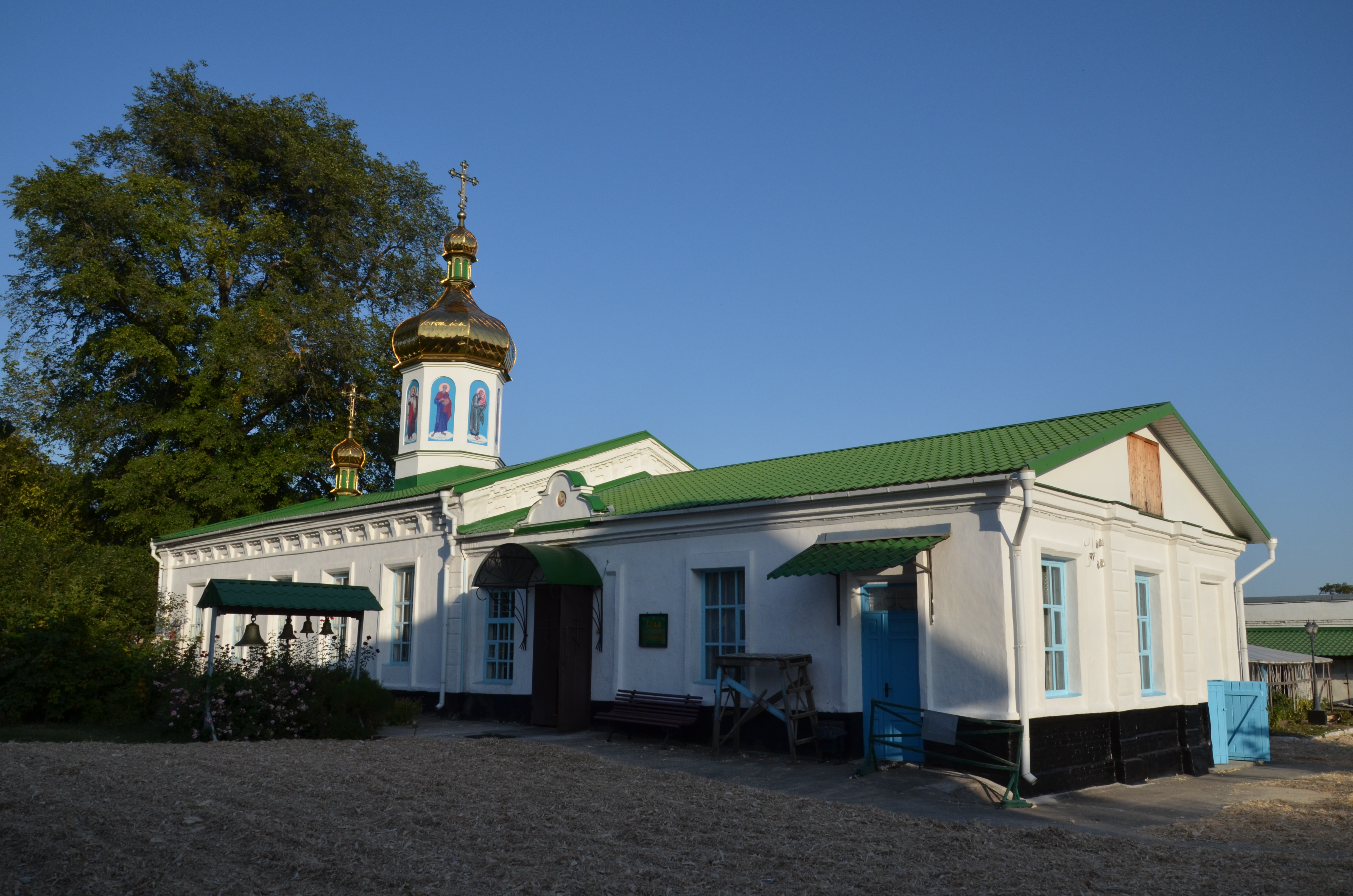
Maison de l'abbé.
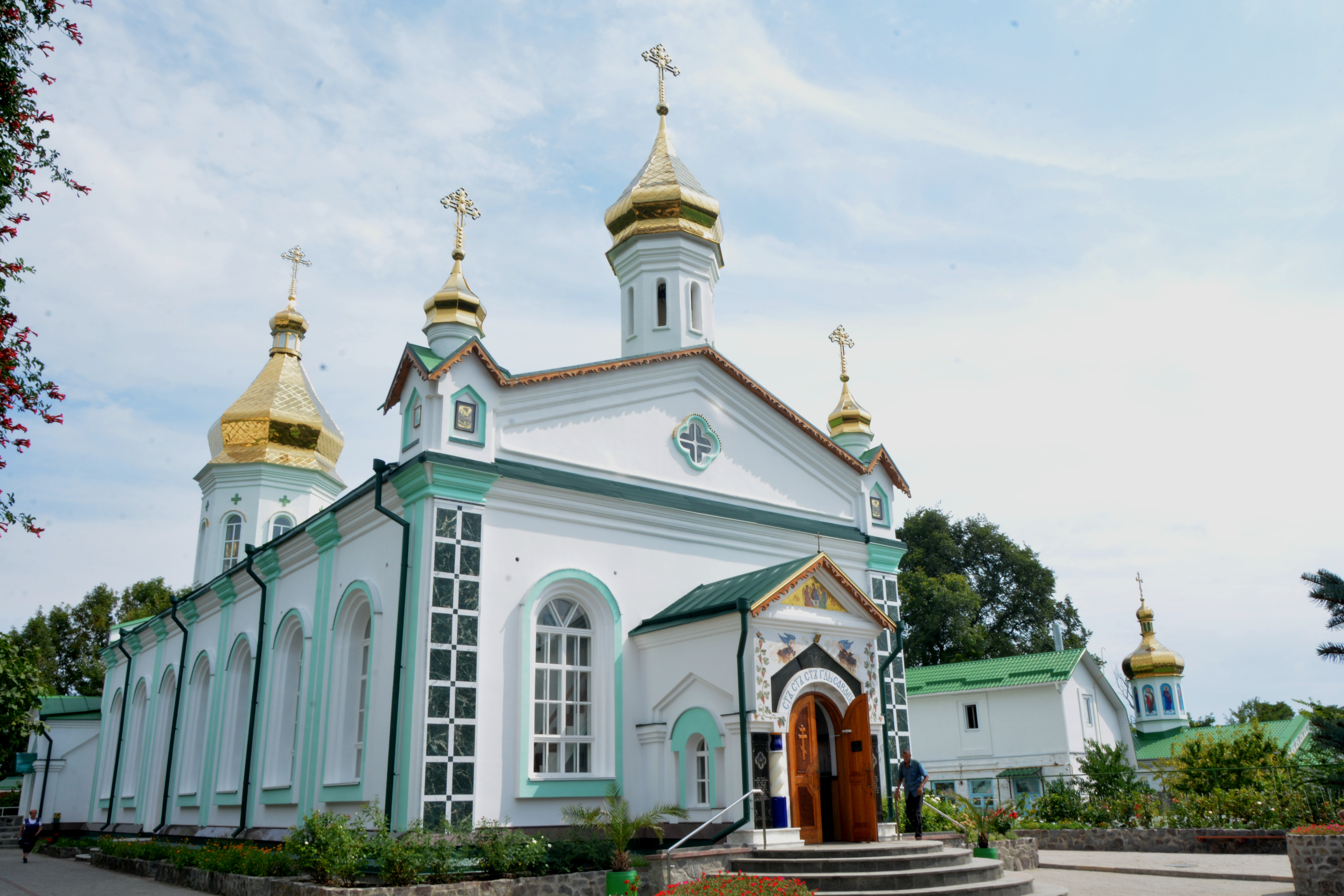
Le réfectoire.
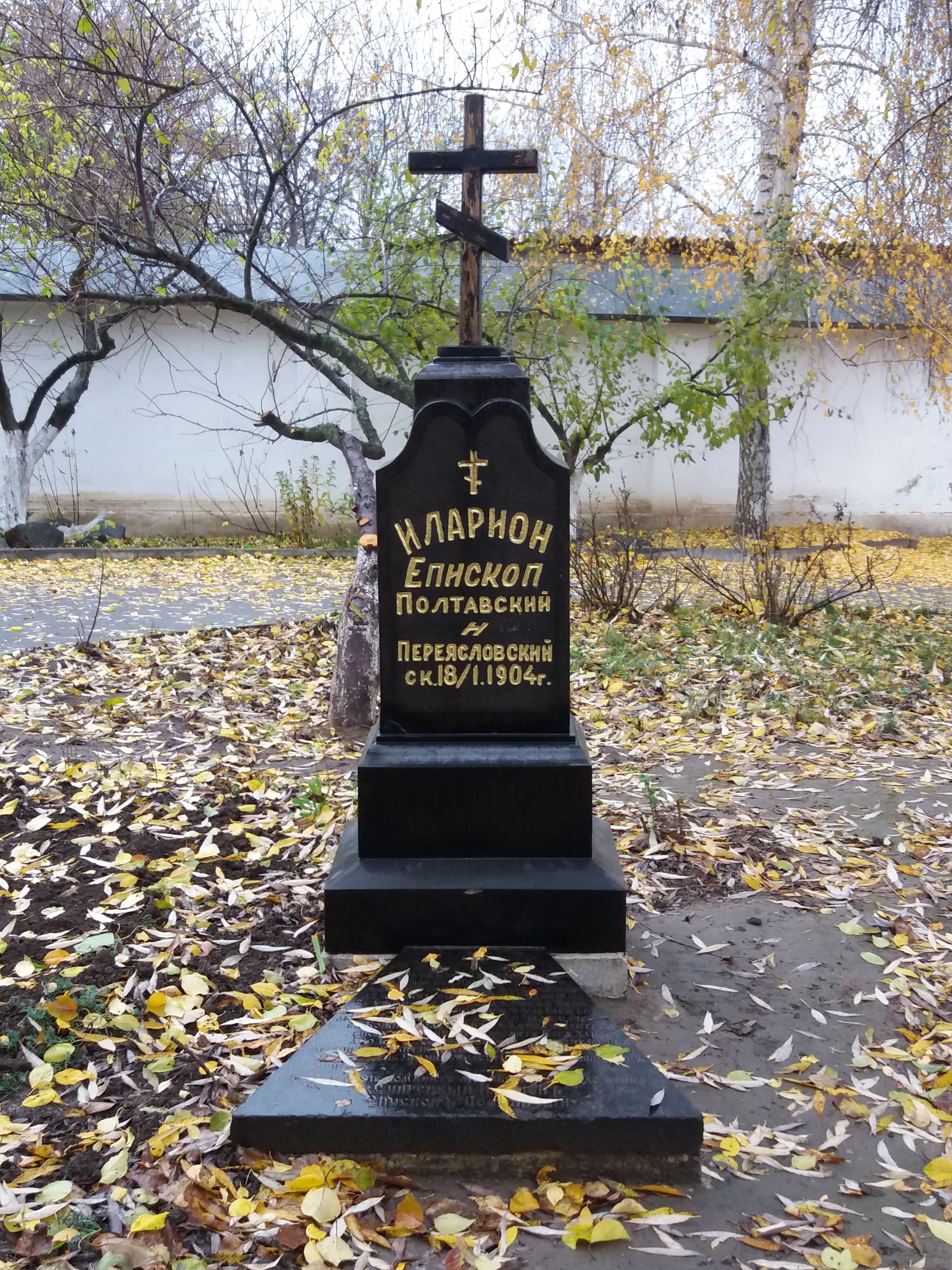
Tombe de l'abbé Ilarion classée[8].